# Laurellia hyperpetes
Laurellia hyperpetes är en insektsart som beskrevs av Otte, D. och Perez-gelabert 2009. Laurellia hyperpetes ingår i släktet Laurellia och familjen syrsor. Inga underarter finns listade i Catalogue of Life.